# Petrovice (district de Blansko)
Pour les articles homonymes, voir Petrovice.
Petrovice (en allemand : Petrowitz) est une commune du district de Blansko, dans la région de Moravie-du-Sud, en République tchèque. Sa population s'élevait à 650 habitants en 2020.

## Géographie
Petrovice se trouve à 7 km au nord-est de Blansko, à 26 km au nord-nord-est de Brno et à 179 km à l'est-sud-est de Prague.
La commune est limitée par Žďár au nord, par Vavřinec à l'est et au sud, par Ráječko au sud-ouest et par Rájec-Jestřebí à l'ouest.

## Histoire
La première mention écrite du village date de 1208.